# Bloch MB.152
Bloch MB.152 byl francouzský stíhací letoun užívaný ve druhé světové válce. Na první pohled vypadal moderně, ovšem svými výkony silně zaostával. Ze všech francouzských letadel měl nejhorší poměr vítězství k vlastním ztrátám.

## Vývoj
Letoun vznikl na podkladě zadání ministerstva letectví z července roku 1934. V továrně Avions Marcel Bloch byl vypracován projekt, na podkladě kterého vzlétl první prototyp roku 1937. Po neuspokojivých výkonech byl stroj vrácen k rozsáhlým úpravám. Vzhledem k tomu, že v Evropě vzrůstalo politické napětí a kvůli skutečnosti, že byly potíže se zaváděním nových typů francouzských stíhaček Morane Saulnier MS.406 a Dewoitine D.520, bylo ministerstvo letectví nuceno objednat i stíhačky MB.150. Prototyp byl výrobně velice náročný, proto došlo u firmy SNCASO (kam po znárodnění přešla firma Bloch) k přepracování konstrukce. Stroj označený MB.151, dostal motor Gnome-Rhône 14N-11 o výkonu 870 k (640 kW), který poháněl třílistou vrtuli Ratier. Stroj byl vyzbrojen pouze čtyřmi kulomety MAC vzor 1934. Tento stroj poprvé vzlétl v srpnu 1938 a i v jeho případě se přišlo na mnoho nedostatků. V říjnu 1938 dokončen prototyp nové série - MB.152, který již plně odpovídal objednávce z dubna 1938. Poháněl jej motor Gnome-Rhône 14N-21 o výkonu 1030 k (757,6 kW), ale i zde došlo k přehřívání, přičemž stroj nedosahoval požadované rychlosti 520 km/h. Přes nedostatky byly tyto letouny přijaty do sériové výroby, postupně byly instalovány výkonnější motory (verzí 14R-25 nebo -49) o výkonu 1100 k (809 kW). Připravovaly se ještě další verze, mj. MB.153 (byl dokončen prototyp MB.153-01, šlo o drak s výrobním číslem 434, který poháněl motor Pratt & Whitney R-1830 SC3G Twin Wasp a s vrtulí firmy Hamilton Standard) a MB.154 (prototyp MB.154-01, šlo o drak výr. čísla 435, měl jej pohánět motor Wright R-1820, ale již nebyl dokončen). Výroba MB.152 byla zastavena na základě rozhodnutí z jara 1940, bylo dokončeno 482 kusů.
Na výrobu MB.152 měla plynule navázat výroba typu Bloch MB.155, jehož prototyp prvně vzlétl 3. prosince 1939 v Déols (výrobní závod sdružení SNCASO v Châteauroux-Déols), ale jejich výroba se opožďovala. Nový stroj poháněl, stejně jako poslední MB.152, motor Gnome-Rhône 14N-49 opatřený třílistou automaticky stavitelnou vrtulí Chauvière 371 o průměru 3,05 m. Stroj byl důkladně aerodynamicky zjemněn, mj. dostal nový kryt motoru bez výstupků nad vahadly ventilů, či dostal samonosný stabilizátor, navíc byla i zvětšena zásoba paliva na 480 litrů a chystala se i úprava křídla, kde měla být zvýšena zásoba munice pro kanóny i kulomety, ale k tomu již nedošlo. První sériový MB.155 (výrobního čísla 701) byl zalétán 3. dubna 1940, ale do poloviny června 1940 byly dokončeny jen další dva stroje. Po podepsání příměří se německé jednotky stáhly za demarkační linii, přičemž závod v Châteauroux-Déols zůstal v neokupované Francii. Bylo dovoleno dokončit MB.155 do letounu výrobního čísla 729, takže vedle prototypu (MB.155-01) vzniklo jen 29 sériových letounů.
Celkem bylo vyrobeno 623 letounů řady MB.150 až 154 (z toho 140 MB-151, 482 MB.152, 1 MB.153; prototyp MB.154-01 již nebyl dokončen).

## Bojové užití
Během tzv. podivné války mezi 3. zářím 1939 a 10. květnem 1940, sestřelili piloti Blochů jen jeden nepřátelský letoun, kterým byl Junkers Ju 88. Na začátku německého útoku na Francii, 10. května 1940, mělo francouzské letectvo k dispozici 140 MB.151 a 363 MB.152. Létaly u jednotek GC I/1, II/1, II/8, II/9, II/10, III/10, I/8 a III/9. I přes slabší výkony dokázali piloti Blochů při bitvě o Francii sestřelit jistě 146 nepřátelských letounů a dalších 34 pravděpodobně, přičemž vlastní ztráty činily 270 strojů. Mnoho Blochů zůstalo během bojů s Němci neprovozuschopných, protože jim chyběl velice důležitý díl - vrtule. S letouny Bloch MB.151 a 152 létali i českoslovenští piloti, kteří bojovali ve Francii proti wehrmachtu.

## Specifikace (MB.152 C.1)
Data platí pro stroje s motorem Gnome-Rhône 14N-25 a na zemi stavitelnou vrtulí Gnome-Rhône 2590M; v závorce data ke strojům poháněným motorem Gnome-Rhône 14N-49 a automatickou za letu stavitelnou vrtulí Chauvière 371.

### Technické údaje
- Typ: jednomístný jednomotorový samonosný stíhací dolnoplošník
- Osádka: 1
- Rozpětí: 10,542 m
- Délka: 9,104 m
- Výška: 3,90 m
- Nosná plocha: 17,32 m²
- Hmotnost prázdného letounu: 2103 kg (2158 kg)
- Vzletová hmotnost: 2693 kg (2748 kg)
- Maximální vzletová hmotnost: 2800 kg (2800 kg)
- Pohonná jednotka: motor Gnome-Rhône 14N-25 (14N-49) o výkonu 1100 k (809 kW)

### Výkony
- Maximální rychlost: 482 km/h ve výšce 5500 m (520 km/h v 4500 m)
- Dostup: 10 000 m
- Čas výstupu do výšky 4000 m: 6,1 min. (6,2 min.)
- Čas výstupu do výšky 8000 m: 14,3 min. (16 min.)
- Dolet: 580 km (540 km)

### Výzbroj
- - 2 × kanóny Hispano-Suiza HS-404 ráže 20 mm (60 nábojů na zbraň)
  - 2 × kulomety MAC 1934 ráže 7,5 mm (300 nábojů na zbraň)